# Жасмин Гай
Жасмин Гай (англ. Jasmine Guy, народилася 10 березня 1962)  — американська акторка, режисерка, співачка і танцюристка. Відома роллю Діни у фільмі School Daze 1988 року та роллю Вітлі Гілберт-Вейн у спін-оффі серіалу NBC The Cosby Show A Different World, який спочатку показувався з 1987 по 1993 рік. Гай отримала чотири поспіль нагороди NAACP Image Awards з 1990 по 1993 роки як найкраща виконавиця головної ролі в комедійному серіалі за свою роль у шоу. Вона зіграла Роксі Гарві в «Мертві, як я» та Шейлу «Гремс» Беннет у «Щоденниках вампіра». Нещодавно вона зіграла роль Джемми в Анатомія Грей«Анатомії Грей».

## Раннє життя
Народилася в Бостоні, штат Массачусетс, від чорношкірого американця та європеоїдної матері, і виросла в заможному історичному районі Кольєр-Гайтс в Атланті, штат Джорджія, де відвідувала Нортсайдську середню школу виконавських мистецтв. Її мати Джей Рудольф була колишньою вчителькою середньої школи, а її батько, преподобний Вільям Вінсент Гай, був пастором історичної баптистської церкви Дружби в Атланті, яка служила першим домом для коледжу Спелмана; він також був викладачем філософії та релігії в коледжі. 
У 17 років вона переїхала до Нью-Йорка, щоб вивчати танці в Американському центрі танцю Елвіна Ейлі.

## Акторська кар'єра
Гай почала свою телевізійну кар'єру з немовної ролі танцюристки в семи епізодах телесеріалу 1982 року «Слава» під керівництвом хореографки Деббі Аллен.
Сьогодні Гай залишається найвідомішою головною роллю Вітлі Гілберт у телевізійному ситкомі «Інший світ». Шоу, створене Біллом Косбі, виходило в ефір від «Шоу Косбі» з 1987 по 1993 рік на NBC. Гай написала три епізоди шоу та зрежисувала один, окрім того, що з’явилася в кожному епізоді: вона починала як партнерка по шоу, але закінчила тим, що замінила оригінальну зірку шоу Лізу Боне, яка покинула серіал. Гай була номінована і виграла шість послідовних премій NAACP Image Awards за найкращу головну жіночу роль у комедійному серіалі.
На додаток до визначальної ролі в A Different World, вона з'явилася в епізоді 1991 року The Fresh Prince of Bel-Air як Кайла, одна з подруг Вілла Сміта. У 1992 році Гай з'явилася в серіалі CBS Stompin' at the Savoy разом з Ванессою Вільямс, знову під керівництвом Деббі Аллен, а в 1993 році вона зіграла матір персонажки Геллі Беррі в мінісеріалі CBS. Королева. Це було засновано на книзі Алекса Гейлі «Королева: Історія американської сім’ї», супутньому томі його ранішої книги «Коріння: Сага про американську сім’ю», яка сама була перетворена на телевізійний мінісеріал. У 1995 році Гай з'явилася в ролі любові Пітера Бернса, Кейтлін Міллс, у двох епізодах Melrose Place, а в 1996 році вона з'явилася в Living Single, граючи психологині, яка лікує головну героїню Хадіджу від тривоги. Вона також зіграла повторювану роль Кетлін, занепалого ангела, у драмі CBS Network Touched by an Angel з 1995 по 1997 рік. У 2002 році Гай у математичному анімаційному серіалі PBS Cyberchase озвучила Аву, королеву кіберсайту Symmetria, і знялася в епізодичній ролі у спінофі Moesha The Parkers. У 2003 році Гай зіграла Мері Естес Пітерс у документальному фільмі HBO Unchained Memories: Readings from the Slave Narrative, прем’єра якого відбулася під час Місяця чорної історії. Розповіді про рабів ґрунтувалися на інтерв’ю WPA з рабами, проведених у 1930-х із понад 2000 колишніх рабів.
Гай знялася разом з Еллен Мат і Менді Патінкін у серіалі «Мертвий, як я», створеному Браяном Фуллером. Шоу показало 29 епізодів протягом двох сезонів, у 2003 і 2004 роках, на Showtime. Гай зіграла Роксі Гарві, служницю-метристу, яка стала поліцейською, і одну з основної групи похмурих женців, навколо яких базувався серіал. За цю роль Гай була номінована на премію NAACP Image Award за найкращу жіночу роль другого плану в драматичному серіалі. Пізніше вона зіграла головну роль у продовженні повнометражного серіалу «Мертві, як я: Життя після смерті», яке вийшло на відео в 2009 році, а потім було показано на каналі Syfy. У 2009 році Гай зіграла в документальному фільмі «Люди говорять », у якому використано драматичні та музичні інтерпретації листів, щоденників і промов звичайних американців, заснованих на « Народній історії Сполучених Штатів» історика Говарда Зінна. Широкий погляд на проблеми громадянських прав в Америці, «Люди говорять» був виконавчим продюсером і побачений на The History Channel. У 2010 році її бачили у другому сезоні комедійного серіалу Lifetime «Drop Dead Diva» як суддю в епізоді під назвою «Last Year's Model», а з 2009 по 2017 рік Гай грала постійну роль у серіалі Щоденники вампіра. У цій програмі Гай зіграла Шейлу «Гремс» Беннетт, бабусю Бонні (Катерина Грем), яка виявилася нащадкою салемських відьом. Обидва шоу знімали в районі Атланти. Наприкінці 2017 року вона з'явилася в різдвяному фільмі Lifetime Secret Santa.

## Фільмографія
| Рік  | Назва                                          | Роль                          | Примітки |
| ---- | ---------------------------------------------- | ----------------------------- | -------- |
| 1988 | School Daze                                    | Dina                          |          |
| 1989 | Runaway                                        | Charlene 'Charlie'            | TV Movie |
| 1989 | Harlem Nights                                  | Dominique La Rue              |          |
| 1990 | A Killer Among Us                              | Theresa Hopkins               | TV Movie |
| 1992 | Stompin' at the Savoy                          | Alice                         | TV Movie |
| 1993 | Boy Meets Girl                                 | Lena                          | TV Movie |
| 1995 | Klash                                          | Blossom                       |          |
| 1997 | Cats Don't Dance                               | Sawyer (voice)                |          |
| 1997 | Perfect Crime                                  | Captain Darnell Russell       | TV Movie |
| 1998 | Madeline                                       | Narrator (voice)              |          |
| 1999 | Guinevere                                      | Linda                         |          |
| 1999 | Lillie                                         | Sylvia                        |          |
| 2000 | The Law of Enclosures                          | -                             |          |
| 2000 | Diamond Men                                    | Tina                          |          |
| 2001 | Feast of All Saints                            | Juliet Mercier                | TV Movie |
| 2001 | Dying on the Edge                              | Micki                         |          |
| 2002 | Carrie                                         | Claire Murphy                 | TV Movie |
| 2006 | The Heart Specialist                           | Aunt Burnetta                 |          |
| 2007 | Rwanda Rising                                  | Ephigenie Mukanyandwi (voice) |          |
| 2008 | Tru Loved                                      | Cynthia                       |          |
| 2009 | Dead Like Me: Life After Death                 | Roxy Harvey                   | Video    |
| 2010 | Stomp the Yard: Homecoming                     | Janice                        |          |
| 2010 | Change in the Wind                             | Bessie Jordan (voice)         |          |
| 2011 | Blossoms for Clara                             | Clara Dukes                   | Short    |
| 2011 | October Baby                                   | Nurse Mary                    |          |
| 2012 | Kasha and the Zulu King                        | Ngazi                         | TV Movie |
| 2012 | What About Us?                                 | Arlene Gomes                  | Short    |
| 2013 | Scary Movie 5                                  | Mrs. Brooks                   |          |
| 2014 | My Other Mother                                | Evelyn                        | TV Movie |
| 2014 | Big Stone Gap                                  | Leah Grimes                   |          |
| 2014 | Ir/Reconcilable                                | Robye                         | Short    |
| 2015 | Sick People                                    | Beatrice                      |          |
| 2016 | Chasing Waterfalls                             | Salma                         | TV Movie |
| 2016 | The Substitute Spy                             | G11                           |          |
| 2017 | My Nephew Emmett                               | Elizabeth Wright              | Short    |
| 2017 | Wrapped Up In Christmas                        | Elise Nash                    | TV Movie |
| 2018 | The Christmas Pact                             | Nadia                         | TV Movie |
| 2019 | Illegal Rose                                   | Rose                          | Short    |
| 2020 | Open                                           | Betty                         | TV Movie |
| 2021 | Liam White: The Forgettable Life of Liam White | Rene White                    |          |
| 2022 | Vanished: Searching for My Sister              | Detective Hill                | TV Movie |
| 2022 | A Wesley Christmas                             | Sylvia Wesley                 |          |
| 2022 | The Lady Makers                                | Emma                          |          |